# Vardashen (Ararat)
Vardašen o Vardashen (in armeno Վարդաշեն?, fino al 1945 Mehrablu) è un comune dell'Armenia di 573 abitanti (2008) della provincia di Ararat.